# Erica curvifolia
Erica curvifolia är en ljungväxtart som beskrevs av Richard Anthony Salisbury. Erica curvifolia ingår i släktet klockljungssläktet, och familjen ljungväxter. Utöver nominatformen finns också underarten E. c. zeyheri.